# Revolución del lanar
Revolución del ovino es la gran transformación que produjo la incorporación y el aumento de la producción ovina en Uruguay a partir de 1859. Los historiadores José Pedro Barrán y Benjamín Nahum identificaron como revolución del lanar a este proceso de cambios económicos, políticos, sociales y culturales que impulsaron la modernización en el país.

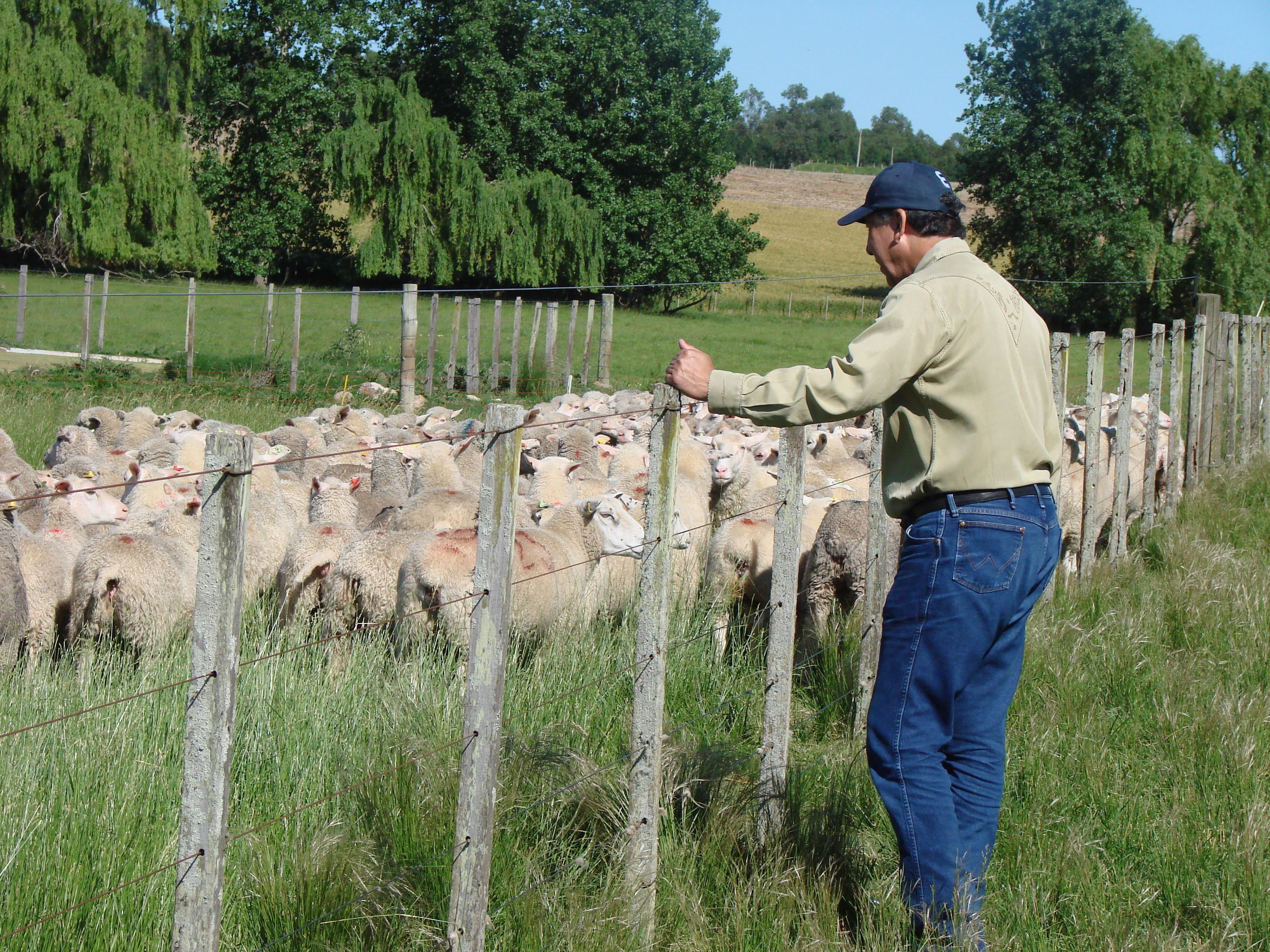
Ovinos de Uruguay

## Contexto
Durante 1861 se desarrollaba en Europa la Revolución Industrial, que permitió el impulso  y desarrollo de industrias, entre ellas la textil. 
La misma necesitaba para la elaboración de sus productos una fuerte demanda de materias primas como la lana y el algodón, aunque este comenzó a escasear a partir de 1861, debido a la Guerra de Secesión.
Fue necesario para mejorar la calidad y exportar lana, introducir especímenes merinos provenientes de Europa, ya que se extraía aproximadamente 500 g de lana de las ovejas criollas, muy poco para la demanda del mercado internacional. 
Era mediante la inversión y el mestizaje, es decir la cruza de especies que se obtenía una lana de mejor calidad, aumentando la cantidad de lana  de 500 g a un 1150 g por cabeza, que se exportada principalmente a países como Francia y  Bélgica.

## Motivos que la impulsaron
- Aumento de la demanda europea, debido a que la producción de las naciones europeas que se dedicaban a la industria textil se hizo cada vez más insuficiente. Debían recurrir a lugares donde se producía lana de buena calidad y barata.

- La falta de algodón debido a la guerra de Secesión. La guerra civil en EE. UU. anuló el envío de algodón a Europa. Desprovista de una de las dos fibras textiles más importantes, Europa debió volcarse hacia los mercados productores de lana.

- Una crisis interna del ganado vacuno en donde el precio del ganado vacuno había descendido, lo que ayudó a que muchos estancieros decidieran incorporar ganado ovino a sus propiedades.

- La llegada al país de extranjeros (españoles,italianos, ingleses, irlandeses, alemanes) que se dedicaban a criar ovejas, provocando que muchos estancieros uruguayos se acercaran a la producción de ovinos con el afán de obtener buenos resultados y mayores ganancias.

## Repercusiones
Este proceso tuvo repercusiones en el ámbito económico, político, social y cultural.
Desde el ámbito social se repobló el campo y la estancia porque se necesitaba mucho más personal para cuidar de las ovejas (casi 5 veces más) provocando así la sedentarización de la población rural ya que el trabajador debía permanecer en un puesto fijo desde donde realizar el cuidado de las ovejas.
Se fortaleció la clase media rural y se facilitó el ascenso social, ya que era más fácil acceder a la cría del ovino dado el costo menor con referencia al vacuno.
Quienes empezaron como puesteros o simples pastores de una majada, fueron retribuidos con un tercio del procreo anual o con una parte de la lana producida, lo que habilitó a muchos hombres sin capital a iniciarse por su cuenta y poder acceder así a una tierra y convertirse luego en propietarios.
Desde el ámbito económico se vio una diversificación del mercado, de rubros exportables (tasajo, cuero y lana) y de los países compradores (Inglaterra, EE. UU., Francia, Bélgica).
En 1884 las exportaciones de lana superaron por primera vez a las de cuero; se quebró la llamada "edad del cuero".

## Visión de contemporáneos sobre la introducción del ovino
Aunque la riqueza del país puede ser, y de hecho ahora consiste en el ganado vacuno, es necesaria poca reflexión para convencernos que el futuro de este país está atado a la cría de la oveja. La subdivisión de la tierra que ella trae, el número de gente que ella emplea y los hábitos de paciente atención y subordinación que ella engendra, son bendiciones que no pueden ser demasiado apreciadas.
En la lista de agentes civilizadores, la cría de la oveja está destinada a ejercer una influencia poderosa. El gaucho es ya nuestro más seguro pastor. Alojado en un confortable puesto, con una cama decente para dormir, está siendo rápidamente apartado de sus hábitos nómades y convertido en un miembro útil de la sociedad; y los que experimentan con las revoluciones, si alguna desgraciadamente surgiera otra vez, lo encontrarán muy renuente a sus seducciones.
Juan Mac Coll, 1861